# 岡崎富夢
岡崎 富夢（おかざき とむ、1977年1月23日 - ）は、日本の実業家である。木造住宅専用屋上テラス『COLORS』を販売する株式会社PASIO代表取締役社長。

## 人物
1977年（昭和52年）、山口県下関市生まれ。1999年下関市立大学経済学部卒業。大学卒業後、建材メーカーである東邦レオ株式会社に入社。一営業社員から社内改革を進め、事業再建で成果を上げ10年で取締役に就任したものの、わずか数年でセクハラ・パワハラ等のあらゆるハラスメントにより辞任に追いやられる。
2007年（平成19年）、グロービス経営大学院大学グロービスオリジナルMBAプログラムGDBA修了。2011年（平成23年）、活躍するグロービス修了生を表彰するアルムナイアワードを受賞。
2012年（平成24年）、子会社innovationを立ち上げ、木造住宅専用屋上庭園プラスワンリビングを開発。全国で販売を開始し、同年プラスワンリビングを搭載した規格住宅プラスワンリビングハウスを販売開始。
プラスワンリビングは、日本で初めての“屋根と同等価格”でできる木造住宅専用屋上庭園であり、屋上の防水からアイテムまですべてをパッケージにして販売することで販売コストを削減して屋根と同等価格を実現している。木造住宅では珍しい屋上庭園を製品にしたこと、住宅にパッケージの概念を持ち込み、高品質な空間を低価格で提供できるビジネスモデルを創ったことが注目された。
2015年1月木造住宅専用屋上テラスを販売する株式会社PASIOを東邦レオの入社同期である伊藤隆と設立。木造住宅専用屋上テラス『COLORS』を販売。『COLORS』は「キッチン＆ダイニング」「ホームバー」「リラクゼーション」をパッケージにした屋上空間。比率・配置をルール化することで販管費、施工手間の軽減を可能にし、低価格化を実現している。
2020年7月 株式会社vacances 設立。事業内容は、『COLORS』を標準搭載した規格外住宅「vacances」の開発と「vacances」のFC本部。PR TIMES等のメディアに取り上げられた。